# Viaduc de la Zorn
Le viaduc de la Zorn est un pont ferroviaire français entre Wilwisheim et Lupstein, dans le Bas-Rhin. Long de 453 mètres, ce pont à poutres permet à la LGV Est européenne de franchir la Zorn et le canal de la Marne au Rhin. Il est mis en service le 3 juillet 2016.